# Jay Rosen (Musiker)
Jay Rosen (* 20. November 1961 in Philadelphia) ist ein US-amerikanischer Jazz-Schlagzeuger des Avantgarde Jazz und der neuen Improvisationsmusik.

## Leben und Wirken
Jay Rosen wuchs in Long Island, N.Y. auf, wohin seine Familie 1964 zog. Mit acht Jahren bekam er Gitarrenunterricht; dann lernte er Klavierspiel. Unter dem Eindruck eines Konzertbesuchs von Tony Williams, der mit Sonny Rollins 1971 in der Carnegie Hall auftrat, wechselte er zum Schlagzeug. Frühe Einflüsse waren die Musik von Charlie Parker und John Coltrane, die ihn schließlich dazu bewogen, Musik zu studieren.
Jay Rosen studierte u. a. bei Barry Altschul, Kenwood Dennard, Marvin „Smitty“ Smith und Joe Morello. Seit 1990 ist er als professioneller Schlagzeuger auf der New Yorker Jazzszene aktiv.
Seit Anfang der 1990er Jahre arbeitet Rosen vorwiegend im Umfeld der Musiker des Creative Jazz und der improvisierten Musik, die für die Label  Cadence Jazz Records und CIMP aufnehmen, u. a. mit Herb Robertson, Avram Fefer, Chris Kelsey, Michael Bisio, Vinny Golia, Steve Swell, Mark Whitecage, Ivo Perelman, Dominic Duval, Joe McPhee, Joseph Scianni und John Gunther. Seit Ende der 1990er Jahre spielte Rosen im Trio X mit Joe McPhee und Dominic Duval, an deren Alben The Sugar Hill Suite  und Journey er mitwirkte, mit Dom Minasi (Finishing Touches, 1999) sowie dem Gaucci Trio mit Michael Bisio und Stephen Gaucci; 2001 nahm er mit Herb Robertson und Paul Smoker das Album  Drums'n'Bugles auf; 2005 entstand sein Soloalbum Songs for Samuel, eine Hommage an seinen verstorbenen Vater. 2009 nahm er im David Arner Trio Out/In the Open (Not Two Records) auf. In den 2010er-Jahren arbeitete Rosen weiterhin mit  Avram Fefer, Stephen Gauci, Jimmy Halperin, Dominic Duval und Brian Willson sowie mit Eunhye Jeong/Michael Bisio (Morning Bells Whistle Bright; 2025).

## Lexikalischer Eintrag
- Richard Cook, Brian Morton: The Penguin Guide of Jazz on CD. 6. Auflage. Penguin, London 2002, ISBN 0-14-051521-6.
- Bielefelder Katalog Jazz, 2001